# Lespinassière
Lespinassière település Franciaországban, Aude megyében. Lakosainak száma 136 fő (2022. január 1.). Lespinassière Cabrespine, Castans, Citou, Cassagnoles, Félines-Minervois, Albine és Sauveterre községekkel határos.

## Népesség
A település népessége az elmúlt években az alábbi módon változott:
| Lakosok száma | 139  | 119  | 105  | 104  | 126  | 131  | 133  | 134  | 134  | 136  |
|               | 1968 | 1982 | 1990 | 2006 | 2013 | 2015 | 2017 | 2019 | 2020 | 2022 |